# 汉武故事
《汉武故事》又名《汉武帝故事》，因此书内容多与《史记》、《汉书》多有矛盾和出入，所以一般被认为是杂史类的志怪小说。此书主要记载汉武帝时期的杂闻佚事，如“金屋藏娇”的故事。陈皇后的阿娇一名亦是出自此书。

## 作者争议
关于此书作者有汉代班固、晋代葛洪、南齐王俭等多种说法。一般认为是魏晋文人托班固之名所作。

## 金屋藏娇
原文：
汉景皇帝王皇后內太子宮，得幸，有娠，夢日入其怀。帝又夢高祖謂己曰：“王夫人生子，可名為彘。”及生男，因名焉。是為武帝。帝以乙酉年七月七日旦生於猗蘭殿。年四岁，立為膠東王。数岁，長公主嫖抱置膝上，問曰：“兒欲得婦不？”膠東王曰：“欲得婦。”長主指左右長御百餘人，皆云不用。末指其女問曰：“阿嬌好不？”於是乃笑對曰：“好！若得阿嬌作婦，當作金屋貯之也。”長主大悅，乃苦要上，遂成婚焉。是時皇后无子，立栗姬子為太子。皇后既廢，栗姬次應立，而長主伺其短，輒微白之。上嘗與栗姬語，栗姬怒弗肯應。又罵上老狗，上心銜之。長主日譖之，因譽王夫人男之美，上亦賢之，廢太子為王，栗姬自殺，遂立王夫人為后。膠東王為皇太子時，年七岁，上曰：“彘者徹也。”因改曰徹。
这是成语“金屋藏娇”的典故由来。金屋藏娇如今则是用来解释一个男人有外遇的成语。

## 与史书的矛盾
1. 《汉武故事》记“長主[2]大悅，乃苦要上，遂成婚焉。是時皇后无子，立栗姬子為太子。”，就是说刘彻和陈氏成婚在薄皇后和太子刘荣被废之前。而根据司马迁《史记》的记载[3]，两人成婚是在薄皇后和刘荣相继被废，刘彻被立为太子之后。
2. 《汉武故事》记“膠東王為皇太子時，年七岁，上曰：“彘者徹也。”因改曰徹。”《史记 孝景本纪》：“四年夏，立太子。立皇子彻为胶东王。六月甲戌，赦天下。”《汉书 孝景纪第五》：“夏四月己巳，立皇子荣为皇太子，彻为胶东王。催六月，赦天下，赐民爵一级。”两本史书已经明确表示刘彻被立为胶东王前，名字已经是彻了，而不是为太子时由彘改名为彻。后世的司马光编纂的《资治通鉴》[4]，也没有采信《汉武故事》的说法。
3. 《汉武故事》记“东方朔生三日，而父母俱亡，或得之而不知其始；以见时东方始明，因以为姓。”班固所著的《汉书 卷六十五 东方朔传第三十五》明确记载“朔初来，上书曰：“臣朔少失父母，长养兄嫂。年十三学书，三冬文史足用。”东方朔虽父母早亡，但是由兄嫂扶养长大，不会不知自己的姓氏。同一个人物出现两个完全不同的身世。
4. 《汉武故事》记“（钩弋夫人）從上至甘泉，因幸告上曰：“妾相運正應為陛下生一男，七岁妾當死，今年必死。宮中多蠱氣，必傷聖体。”言終而臥，遂卒。”而据《史记》中褚少孙的补述，钩弋夫人被汉武帝送去掖庭狱，后死于云阳宫[5]。
5. 《汉武故事》记“时丞相公孙雄数谏上弗从，因自杀，上闻而悲之，后二十余日有柏谷之逼；乃改殡雄，为起坟□在茂陵旁，上自为诔曰：“公孙之生，污渎降灵。元老克壮，为汉之贞。弗予一人，迄用有成。去矣游矣，永归冥冥。呜呼夫子！曷其能刑。”
  1. 汉武帝执政期间共有十三任丞相（卫绾、窦婴、许昌、田蚡、薛泽、公孙弘、李蔡、庄青翟、赵周、石庆、公孙贺、刘屈氂、田千秋），其中李蔡、庄青翟、赵周是被迫自杀，公孙贺死于狱中，而窦婴、刘屈氂则是最终被斩杀。其余丞相多以罢免或死于任上。并没有一位自杀的丞相公孙雄。